# Alberto Díaz Hernández
Alberto Díaz Hernández (* 6. September 2000 in Alcalá de Henares) ist ein spanischer Handballspieler, der auf der Spielposition linker Rückraum eingesetzt wird.

## Vereinskarriere
Díaz lernte das Handballspielen in Alcalá de Henares bei Club Deportivo Iplacea, mit dem er in der Primera Nacional debütierte und zweitbester Torschütze der Saison wurde. Zur Saison 2019/2020 wechselte er zum Club Balonmano Alcobendas und spielte in der División de Honor Plata. Ein Jahr später verpflichtete ihn der Verein Quabit Guadalajara. Mit dem Verein aus Guadalajara debütierte er in der Saison 2020/2021 in der Liga Asobal. Nach dem Abstieg seines Vereins in der Saison 2022/2023 wechselte er zu Bidasoa Irun, wo er einen Zwei-Jahres-Vertrag erhielt.

## Auswahlmannschaften
Mit der spanischen Jugendnationalmannschaft wurde Alberto Díaz erstmals im April 2019 in einem Länderspiel eingesetzt. Mit der Auswahl nahm er an der U-19-Weltmeisterschaft 2019 teil. Er bestritt 15 Spiele für die Jugendauswahl und erzielte dabei 44 Tore.